# Хилганайское сельское поселение
Сельское поселе́ние «Хилганайское» (бур. Хилганын Һомон) — муниципальное образование в Баргузинском районе Бурятии Российской Федерации.
Административный центр — улус Хилгана.

## История
Статус и границы сельского поселения установлены Законом Республики Бурятия от 31 декабря 2004 года № 985-III «Об установлении границ, образовании и наделении статусом муниципальных образований в Республике Бурятия»

## Население
| 2002 | 2011  | 2012  | 2013 | 2014 | 2015 | 2016 |
| ---- | ----- | ----- | ---- | ---- | ---- | ---- |
| 1192 | ↘1098 | ↘1032 | ↘998 | ↘971 | ↘961 | ↘920 |
| 2017 | 2018  | 2019  | 2020 | 2021 | 2023 | 2024 |
| ↘885 | ↘829  | ↘827  | ↘824 | ↗927 | ↘898 | ↘881 |

## Состав сельского поселения
| № | Населённый пункт | Тип населённого пункта       | Население |
| - | ---------------- | ---------------------------- | --------- |
| 1 | Борогол          | улус                         | ↘288      |
| 2 | Хилгана          | улус, административный центр | ↘810      |